# Josh Bredl (luchador)
Joshua Bredl (nacido el 28 de enero de 1991) es un ex luchador profesional estadounidense y exjugador de fútbol americano. Trabajó para la WWE y compitió bajo el nombre Bronson Mathews en el territorio de desarrollo NXT. En 2015, Bredl fue el ganador de la sexta temporada de la competencia de WWE Tough Enough, obteniendo un contrato de un año con la empresa. Fue despedido de la empresa en 2017.

## Infancia y fútbol americano
Bredl nació en Thornton, Colorado y se crio con su hermana menor llamada Brandi. Estudió en Horizon High School. Fue jugador de fútbol americano para Colorado ThunderWolves en Colorado State University – Pueblo. Además, fue parte de la alineación de los Colorado Hawks (equipo de baloncesto). Intentó incorporarse a los Denver Broncos en abril de 2015. Vale mencionar que Bredl es fan de la lucha profesional debido a que creció viéndola, y cita a Stone Cold Steve Austin como su luchador favorito.

## Carrera

### WWE (2015-2017)
En junio del 2015, Bredl fue anunciado como uno de los trece finalistas de la sexta temporada de la competencia de WWE Tough Enough. Después de haber sido nominado en tres ocasiones, triunfó en la competencia junto a Sara Lee, ganando $250,000 y un contrato de un año con la WWE. Durante la final, Bredl adoptó el nombre The Yeti, y perdió en un singles match ante Cesaro.
En septiembre, Bredl fue asignado al territorio de desarrollo de la WWE NXT, base del WWE Performance Center en Orlando, Florida, para empezar su entrenamiento. En un NXT live event el 3 de diciembre de 2015, Bredl tuvo su primera aparición en NXT, donde reveló que su nuevo nombre en el ring sería Bronson Mathews. Fue despedido de WWE el 6 de noviembre de 2017, luego de que WWE anunciase recortes de presupuesto.

## Vida personal
Bredl tiene una hija, fruto de una relación anterior.

## Campeonatos y Logros
- WWE
  - Tough Enough VI - con Sara Lee